# Rolf de Heer
Rolf de Heer (Heemskerk, 4 de mayo de 1951) es un director australiano de origen holandés. 

## Carrera
Nacido en Heemskerk, de Heer emigró junto a su familia a Sídney cuando tan solo contaba con ocho años. Estudió en el Australian Film, Television and Radio School de Sídney. Creó su propia compañía Vertigo Productions, con base en Adelaida, se centró primer en hacer películas alternativas y de arte y ensayo. De Heer tiene el honor de coproducir y dirigir la única película, " Dingo", en la que la leyenda del jazz Miles Davis aparece como actor. Miles Davis colaboró con Michel Legrand en la partitura.
En 2006, su película Ten canoes consiguió el Premio del jurado de Un Certain Regard en el Festival Internacional de Cine de Cannes de 2006.

## Filmografía
- Un vuelo fantástico (Tail of a Tiger) (1984)
- Thank You Jack (1985) (TV)
- Magnetismo mortal (Incident at Raven's Gate) (1988)
- Dingo (1991)
- Bad Boy Bubby (1993)
- La habitación silenciosa (The Quiet Room) (1996)
- Epsilon (1997)
- Hazme bailar mi canción (Dance Me to My Song) (1998)
- The Sound of One Hand Clapping (1998) (producer)
- Spank (1999) (producer)
- El viejo que leía novelas de amor (The Old Man Who Read Love Stories) (2000)
- El rastro (The Tracker) (2002)
- El proyecto de Alexandra (Alexandra's Project) (2003)
- Ten Canoes (2006)
- The Balanda and the Bark Canoes (2006) (TV)
- Dr. Plonk (2007)
- Twelve Canoes (2008)
- The King is Dead (2012)[1]
- Charlie's Country (2013)

## Premios y distinciones
Festival Internacional de Cine de Venecia
| Año  | Categoría                                        | Película   | Resultado |
| ---- | ------------------------------------------------ | ---------- | --------- |
| 2006 | "Un Certain Regard" – Premio especial del jurado | Ten Canoes | Ganador   |

Festival Internacional de Cine de Venecia
| Año  | Categoría                        | Película  | Resultado |
| ---- | -------------------------------- | --------- | --------- |
| 2002 | Premio SIGNIS – Mención especial | El rastro | Ganador   |

### Charlie's Country
- 2014 AACTA Award for Best Film - nominado
- 2014 AACTA Award for Best Direction - nominado
- 2014 AACTA Award for Best Original Screenplay - nominado
- 2013 Adelaide Film Festival - Premio de la audiencia

### Ten Canoes
- 2006 Festival Internacional de Flandes – winner of the Grand Prix, shared with Peter Djigirr
- 2006 Australian Film Institute Awards:

Premio al mejor director, compartido con Peter Djigirr
Mejor película, (con el productor Julie Ryan)
Mejor guion original
- 2006 Film Critics Circle of Australia Awards
- 2006 IF Awards – Mejor Director, junto a Peter Djigirr
- 2006 winner of the NSW History Awards, The Premier's Audio/Visual History Prize

### The Tracker
- 2002 Festival Internacional de Flandes – Mejor guion original
- 2002 Festival Internacional de Valladolid – Premio especial del jurado
- 2002 IF Awards – ganador del Best Feature Film (junto a Julie Ryan)

### Bad Boy Bubby
- 1993 Venice Film Festival – Premio especial del jurado
- 1994 Australian Film Institute (AFI) awards:

Premio al mejor director
Mejor guion original